# Dòng B.1.617 SARS-CoV-2

Tổng số ca mắc B.1.617 theo quốc gia tính đến ngày 21 tháng 4 năm 2021
Ghi chú:
hơn 100 trường hợp xác nhận
2–99 trường hợp xác nhận
1 trường hợp xác nhận
Chưa có trường hợp hoặc chưa có dữ liệu

Dòng B.1.617, hay VUI-21APR-01, là một trong những biến thể của SARS-CoV-2, virus gây COVID-19. Biến thể này được xác định lần đầu tại Maharashtra, Ấn Độ vào ngày 5 tháng 10 năm 2020 và được coi là một biến thể "đột biến kép". "Đột biến kép" đề cập đến các đột biến của B.1.617 trong trình tự mã hóa protein gai E484Q và L452R. Tuy nhiên, nhà khoa học về bệnh truyền nhiễm, Giáo sư Kristian Andersen trao đổi với các phóng viên NPR rằng "SARS-CoV-2 đột biến mọi lúc mọi nơi. Vì vậy, có rất nhiều người mang đột biến kép ở khắp nơi trên thế giới. Thực sự không nên lấy tên "đột biến kép" ám chỉ biến thể ở Ấn Độ. ". Dòng B.1.617 được xác định trong nhánh 20A theo hệ thống phân loại phát sinh loài Nextstrain.
Theo danh pháp PANGO (Phylogenetic Assignment of Named Global Outbreak Lineages, tạm dịch: Chỉ định phát sinh loài của các dòng bùng phát toàn cầu được đặt tên), B.1.617 có ba dòng phụ:
1. B.1.617.1 (biến thể Kappa)
2. B.1.617.2 (biến thể Delta)
3. B.1.617.3

## Đặc tính
Nghiên cứu gần đây cho thấy biến thể có thể dễ lây truyền hơn những biến thể đã tiến hóa trước đó. Tính hiệu quả của các vắc-xin hiện đang được triển khai có bị ảnh hưởng hay không, câu hỏi này vẫn còn đang chờ giải đáp.
Dữ liệu giám sát từ Chương trình Giám sát Dịch bệnh Tích hợp (Integrated Disease Surveillance Programme, IDSP) của chính phủ Ấn Độ cho thấy khoảng 32% bệnh nhân, cả bên trong và bên ngoài bệnh viện, ở độ tuổi dưới 30 trong làn sóng dịch bệnh thứ hai, so với 31% bệnh nhân ở làn sóng dịch bệnh đầu tiên. Nhóm tuổi 20-39 đã tăng từ 23,7% lên 25,5%. Dữ liệu cũng cho thấy tỷ lệ bệnh nhân không có bất cứ triệu chứng được nhập viện trong đợt thứ hai cao hơn, với nhiều triệu chứng về khó thở hơn.

## Phát hiện biến chủng và sự lây lan sang các quốc gia
B.1.617.3 là dòng phụ (sublineage) đầu tiên của biến thể B.1.617 từng được phát hiện vào tháng 10 năm 2020 tại Ấn Độ. Dòng phụ này vẫn còn khá phổ biến so với hai dòng phụ khác là B.1.617.1 (hay Kappa) và B.1.617.2 (hay Delta) phát hiện lần đầu tiên vào tháng 12 năm 2020.
Ở các quốc gia ngoài Ấn Độ, những trường hợp lây nhiễm đầu tiên biến thể này được phát hiện vào cuối tháng 2 năm 2021, gồm: Vương quốc Anh (ngày 22 tháng 2), Hoa Kỳ (ngày 23 tháng 2) và Singapore (ngày 26 tháng 2).
Trường hợp biến thể đầu tiên được xác nhận của Canada được xác định ở Quebec vào ngày 21 tháng 4 năm 2021, và sau đó cùng ngày, 39 trường hợp biến thể đã được xác định ở British Columbia. Alberta đã báo cáo một trường hợp duy nhất của biến thể vào ngày 22 tháng 4 năm 2021.
Fiji cũng đã xác nhận trường hợp biến thể đầu tiên của mình vào ngày 19 tháng 4 năm 2021 ở Lautoka, và kể từ đó đã tăng lên 42 trường hợp và đang tiếp tục tăng lên. Biến thể này đã được xác định là một chất lây lan siêu lớn và đã dẫn đến việc đóng cửa 5 thành phố (Lautoka, Nadi, Suva, Lami và Nausori), một khu vực chiếm gần 2/3 dân số cả nước.

Ngày 04 tháng 5 năm 2021, Việt Nam xác nhận 3 ca mắc bệnh ở thành phố Phúc Yên, Vĩnh Phúc cho kết quả thuộc chủng B.1.617.2.

## Đột biến
| Gene                      | Nucleotide | Axit amin |
| ------------------------- | ---------- | --------- |
| ORF1ab                    |            | T749I     |
| ORF1ab                    | T77A       |           |
| ORF1ab                    | P323L      |           |
| ORF1ab                    | M429I      |           |
| ORF1ab                    | K259R      |           |
| ORF1ab                    | T93M       |           |
| Peplomer (gai)            |            | G142D     |
| Peplomer (gai)            | E154K      |           |
| Peplomer (gai)            | L452R      |           |
| Peplomer (gai)            | E484Q      |           |
| Peplomer (gai)            | D614G      |           |
| Peplomer (gai)            | P681R      |           |
| Peplomer (gai)            | Q1071H     |           |
| Peplomer (gai)            | H1101D     |           |
| orf3a                     |            | S26L      |
| orf6                      |            | I33T      |
| orf7a                     |            | V82A      |
| Nguồn: Haseltine / Forbes |            |           |

Bộ gen B.1.617 có 13 đột biến, tạo ra các thay đổi trong mã hóa protein. Ba trong số chúng, tất cả đều nằm trong peplomer (mã quy định protein gai của virus), rất đáng quan ngại:
- E484Q. Đột biến ở vị trí 484, đột biến thay thế acid glutamic thành glutamine, tăng ái lực liên kết với hACE2 (receptor ACE2 ở người), cũng như tăng khả năng lẩn tránh hệ miễn dịch của vật chủ.[9]
- L452R. Đột biến ở vị trí 452, đột biến thay thế leucine thành arginine, tăng ái lực protein đột biến đối với receptor ACE2 và giảm khả năng nhận biết của hệ miễn dịch.[6][25]
- P681R. Đột biến ở vị trí 681, đột biến thay thế proline thành arginine. Theo William A. Haseltine, đột biến này có thể tăng khả năng lây nhiễm ở cấp độ tế bào của biến thể "bằng cách tạo điều kiện tách protein S tiền thân thành cấu hình S1/S2 hoạt động. ".[23]

Có ba dòng phụ của B.1.617. Đáng chú ý, B.1.617.1 và B.1.617.3 có đột biến E484Q, nhưng B.1.617.2 thì không có. Vào ngày 29 tháng 4 năm 2021, PHE đã bổ sung thêm hai biến thể khác, VUI-21APR-02 và VUI-21APR-03, có chung dòng VUI-21APR-01.

## Hiệu quả của vắc xin
ICMR chỉ ra rằng huyết thanh của các trường hợp từng mắc COVID-19 đã hồi phục và những người được tiêm vắc-xin BBV152 (Covaxin) của Bharat Biotech có thể vô hiệu hóa VUI B.1.617 mặc dù hiệu quả thấp hơn.

## Phản ứng quốc tế
Sau khi gia tăng các trường hợp từ làn sóng dịch bệnh lần thứ hai, ít nhất 20 quốc gia đã áp dụng lệnh cấm và hạn chế đi lại đối với hành khách từ Ấn Độ vào tháng Tư và tháng Năm. Thủ tướng Anh Boris Johnson đã hủy chuyến thăm Ấn Độ hai lần, trong khi Thủ tướng Nhật Bản Yoshihide Suga hoãn chuyến công du vào tháng Tư.

## Số liệu thống kê
Cho đến ngày 13 tháng 5 năm 2021, hơn 4,500 trình tự của biến thể đã được phát hiện ở 60 quốc gia. Các quốc gia đã phát hiện biến thể này là:
| Quốc gia               | Ca xác nhận (GISAID) cập nhật 19 tháng 5 năm 2021 | Ca xác nhận (PANGOLIN) cập nhật 16 tháng 5 năm 2021 | Ca xác nhận (các nguồn khác) | Phát hiện lần đầu             |
| ---------------------- | ------------------------------------------------- | --------------------------------------------------- | ---------------------------- | ----------------------------- |
| Ấn Độ                  | 2247                                              | 1941                                                |                              | 5 tháng 10 năm 2020           |
| Vương quốc Anh         | 3804                                              | 2196                                                |                              | 22 tháng 2 năm 2021           |
| Hoa Kỳ                 | 883                                               | 675                                                 |                              | 23 tháng 2 năm 2021           |
| Singapore              | 156                                               | 156                                                 |                              | 26 tháng 2 năm 2021           |
| Úc                     | 99                                                | 84                                                  |                              | 16 tháng 3 năm 2021           |
| Canada                 | 25                                                | -                                                   | 373                          | 15 tháng 3 năm 2021           |
| Đức                    | 261                                               | 111                                                 |                              | 1 tháng 3 năm 2021            |
| Fiji                   | -                                                 | -                                                   | 42                           | 28 tháng 4 năm 2021           |
| Israel                 | 2                                                 | -                                                   | 41                           | 16 tháng 4 năm 2021           |
| Đan Mạch               | 66                                                | 65                                                  |                              | 8 tháng 3 năm 2021            |
| Nhật Bản               | 145                                               | 29                                                  |                              | 28 tháng 3 năm 2021           |
| Bahrain                | 22                                                | 19                                                  |                              | 5 tháng 4 năm 2021            |
| Ba Lan                 | 16                                                | 12                                                  | 16                           | 26 tháng 4 năm 2021           |
| Ireland                | 80                                                | 61                                                  |                              | 26 tháng 2 năm 2021           |
| Thụy Sĩ                | 44                                                | 41                                                  |                              | 29 tháng 3 năm 2021           |
| Bỉ                     | 59                                                | 51                                                  |                              | 25 tháng 3 năm 2021           |
| Pháp                   | 32                                                | 32                                                  |                              | 21 tháng 2 năm 2021           |
| New Zealand            | 15                                                | 15                                                  |                              | 9 tháng 3 năm 2021            |
| Trung Quốc             | 17 (incl. Hong Kong)                              | 7                                                   |                              | 24 tháng 4 năm 2021           |
| Nepal                  | 1                                                 | -                                                   | 9                            | 28 tháng 4 năm 2021           |
| Angola                 | 8                                                 | 8                                                   |                              | ngày 14 tháng 1 năm 2021      |
| Hồng Kông              | 10                                                | 8                                                   |                              | 22 tháng 4 năm 2021           |
| Bồ Đào Nha             | 10                                                | 9                                                   |                              | 5 tháng 4 năm 2021            |
| Thụy Điển              | 13                                                | 13                                                  |                              | 26 tháng 3 năm 2021           |
| Luxembourg             | 6                                                 | 6                                                   |                              | 15 tháng 4 năm 2021           |
| Hà Lan                 | 27                                                | 26                                                  |                              | 6 tháng 4 năm 2021            |
| Ý                      | 52                                                | 51                                                  |                              | 2 tháng 4 năm 2021            |
| Hàn Quốc               | 6                                                 | 7                                                   |                              | 26 tháng 3 năm 2021           |
| Tây Ban Nha            | 32                                                | 22                                                  |                              | 22 tháng 4 năm 2021           |
| Thổ Nhĩ Kỳ             | -                                                 | -                                                   | 5                            | 28 tháng 4 năm 2021           |
| Phần Lan               | -                                                 | -                                                   | 12                           | tháng 3 năm 2021              |
| Jordan                 | 5                                                 | 3                                                   |                              | 21 tháng 4 năm 2021           |
| Nga                    | 5                                                 | 3                                                   | 16                           | 21 tháng 4 năm 2021           |
| Bangladesh             | 5                                                 | 3                                                   | 9                            | 28 tháng 4 năm 2021           |
| CH Séc                 | 3                                                 | 2                                                   |                              | 24 tháng 4 năm 2021           |
| Hy Lạp                 | 2                                                 | 2                                                   |                              | 23 tháng 3 năm 2021           |
| Guadeloupe             | 2                                                 | 2                                                   |                              | 10 tháng 3 năm 2021           |
| Indonesia              | 10                                                | 10                                                  |                              | 3 tháng 4 năm 2021            |
| Argentina              | -                                                 | -                                                   | 2                            | 24 tháng 4 năm 2021           |
| Maroc                  | 1                                                 | -                                                   | 2                            | 3 tháng 5 năm 2021            |
| Thái Lan               | 2                                                 | -                                                   | 2                            | 24 tháng 4 năm 2021           |
| Sint Maarten           | 2                                                 | -                                                   |                              | 19 tháng 3 năm 2021           |
| Algeria                | -                                                 | -                                                   | 6                            | tháng 4 năm 2021              |
| Aruba                  | 3                                                 | 3                                                   |                              | 16 tháng 4 năm 2021           |
| Áo                     | 1                                                 | -                                                   |                              | 17 tháng 4 năm 2021           |
| Botswana               | 2                                                 | -                                                   | 2                            | 28 tháng 4 năm 2021           |
| Campuchia              | 1                                                 | -                                                   |                              | 5 tháng 4 năm 2021            |
| Curaçao                | 1                                                 | -                                                   |                              | 23 tháng 4 năm 2021           |
| Síp                    | -                                                 | -                                                   | 4                            | tháng 4 năm 2021              |
| CHDC Congo             | 6                                                 | -                                                   | 5                            | 3 tháng 5 năm 2021            |
| Haiti                  | -                                                 | -                                                   | (number unreported)          |                               |
| Iran                   | -                                                 | -                                                   | 3                            | tháng 5 năm 2021              |
| Kenya                  | -                                                 | -                                                   | 5                            | tháng 5 năm 2021              |
| Kyrgyzstan             | -                                                 | -                                                   | (number unreported)          |                               |
| Malaysia               | 3                                                 | -                                                   |                              | 10 tháng 4 năm 2021           |
| Mexico                 | 7                                                 | 4                                                   |                              | 5 tháng 4 năm 2021            |
| Nigeria                | -                                                 | -                                                   | 1                            | tháng 5 năm 2021              |
| Na Uy                  | 4                                                 | 4                                                   | 1                            | 15 tháng 4 năm 2021           |
| Panama                 | -                                                 | -                                                   | 1                            | tháng 4 năm 2021              |
| România                | 6                                                 | 10                                                  |                              | 26 tháng 4 năm 2021           |
| Réunion                | 1                                                 | -                                                   |                              | 4 tháng 5 năm 2021            |
| Slovenia               | 1                                                 | -                                                   |                              | 20 tháng 4 năm 2021           |
| Nam Phi                | 12                                                | 7                                                   | 4                            | 30 tháng 4 năm 2021           |
| Sri Lanka              | 1                                                 | -                                                   | 1                            | 30 tháng 4 năm 2021           |
| Uganda                 | 5                                                 | 4                                                   | 1                            | 26 tháng 3 năm 2021           |
| Philippines            | -                                                 | -                                                   | 12                           | 11 tháng 5 năm 2021           |
| Uzbekistan             | -                                                 | -                                                   | (number unreported)          |                               |
| Việt Nam               | -                                                 | -                                                   | 12                           | 18 tháng 4 năm 2021           |
| Thế giới (68 quốc gia) | Tổng: 8,279                                       | Tổng: 5,702 gồm B.1.617.1, B.1.617.2, và B.1.617.3  | 581                          | Đến ngày 19 tháng 5 năm 2021. |